# گمینا بیاواچوو
گمینا بیاواچوو (به لهستانی:  Gmina Białaczów) یک گمینا در لهستان است که در شهرستان اوپوچنو واقع شده‌است. گمینا بیاواچوو ۱۱۴٫۴۹ کیلومتر مربع مساحت و ۵٬۹۸۰ نفر جمعیت دارد.